# 圣戈塔杜
圣戈塔杜是巴西米纳斯吉拉斯州的一个市镇。总面积853.745平方公里，总人口30757人，人口密度36人/平方公里。